# To Bring You My Love
To Bring You My Love — третій студійний альбом альтернативної музикантки та виконавиці Пі Джей Гарві, представлений у лютому 1995 року.
Записаний після розпаду тріо PJ Harvey, він є її першим справжнім сольним альбомом. Пісні в альбомі створені під сильним впливом американської блюзової музики.
To Bring You My Love вважається проривом Пі Джей Гарві. Він отримав масове визнання критиків у всьому світі та став бестселером. Сингл «Down by the Water» широко звучав на радіо та MTV. Альбом увійшов до списку 500 найкращих альбомів усіх часів журналу Rolling Stone.

## Композиції
Автор музики і слів PJ Harvey. 
| #     | Назва                  | Тривалість |
| ----- | ---------------------- | ---------- |
| 1.    | «To Bring You My Love» | 5:32       |
| 2.    | «Meet Ze Monsta»       | 3:29       |
| 3.    | «Working for the Man»  | 4:45       |
| 4.    | «C'mon Billy»          | 2:47       |
| 5.    | «Teclo»                | 4:57       |
| 6.    | «Long Snake Moan»      | 5:17       |
| 7.    | «Down by the Water»    | 3:14       |
| 8.    | «I Think I'm a Mother» | 4:00       |
| 9.    | «Send His Love to Me»  | 4:20       |
| 10.   | «The Dancer»           | 4:06       |
| 42:27 |                        |            |

## Персоналії
Музиканти
- Пі Джей Гарві — вокал, орган, гітара (1, 4, 5, 8), фортепіано (5, 6), вібрафон (1), маримба (9), дзвіночки (5), оркестрові дзвони (5), перкусія (9)
- Джон Періш — гітара (1, 2, 6, 9, 10), орган (6), барабани (4-8, 10), перкусія (1-4, 6, 7, 9, 10)
- Джо Гор — гітара (2-4, 6, 7), e-bow (1)
- Мік Харві — бас (6), орган (9)
- Жан-Марк Батті — барабани (2), перкусія (9)
- Джо Ділворт — барабани (3)
- Піт Томас — аранжування струнних
- Соня Сланий — скрипка (4, 7, 9)
- Джоселін Пук — альт (4, 7, 9)
- Джулс Сінглтон — альт (4, 7, 9)
- Сіан Белл — віолончель (4, 7, 9)

Продакшн
- Flood — продюсер, звукорежисер, мікшування
- PJ Harvey — продюсер, звукорежисер (1, 4, 5, 7)
- Джон Періш — продюсер
- Хауї Вайнберг — мастеринг

Художнє оформлення
- Мартін Калломон — оформлення, артдиректор
- Валері Філіпс — фото
- Кейт Гарнер — фото